# NGC 6546
NGC 6546 је расејано звездано јато у сазвежђу Стрелац које се налази на NGC листи објеката дубоког неба.
Деклинација објекта је - 23° 17' 48" а ректасцензија 18h 7m 22,0s. Привидна величина (магнитуда) објекта NGC 6546 износи 8,0. NGC 6546 је још познат и под ознакама OCL 24, ESO 521-SC29.